# 莫阳县
莫阳县，中国古县名。
西晋太康元年（280年）置，治所在今广东省阳春市西南漠阳江西。初属高兴郡，后属高凉郡。南朝梁废。 